# Lijst van voetbalinterlands Duitsland - Nederland (vrouwen)
Deze lijst van voetbalinterlands is een overzicht van alle voetbalwedstrijden tussen de nationale vrouwenteams van (West-)Duitsland en Nederland. (West-)Duitsland en Nederland hebben 24 keer tegen elkaar gespeeld. De eerste wedstrijd was op 19 maart 1983 in Venray. 

## Wedstrijden
| №  | Plaats        | Datum            | Competitie                  | Wedstrijd                  | Uitslag |
| -- | ------------- | ---------------- | --------------------------- | -------------------------- | ------- |
| 1  | Venray        | 19 maart 1983    | EK 1984 kwalificatie        | Nederland − West-Duitsland | 2 − 2   |
| 2  | Siegen        | 8 oktober 1983   | EK 1984 kwalificatie        | West-Duitsland − Nederland | 1 − 1   |
| 3  | Waalwijk      | 21 november 1984 | Vriendschappelijk           | Nederland − West-Duitsland | 1 − 1   |
| 4  | Nordhorn      | 19 november 1986 | Vriendschappelijk           | West-Duitsland − Nederland | 3 − 1   |
| 5  | Bad Neuenahr  | 1 april 1987     | Vriendschappelijk           | West-Duitsland − Nederland | 3 − 1   |
| 6  | Lichtenvoorde | 27 augustus 1996 | Vriendschappelijk           | Nederland − Duitsland      | 0 − 3   |
| 7  | Almelo        | 13 december 1997 | WK 1999 kwalificatie        | Nederland − Duitsland      | 1 − 0   |
| 8  | Rheine        | 2 april 1998     | WK 1999 kwalificatie        | Duitsland − Nederland      | 2 − 1   |
| 9  | Rheinbach     | 3 juni 1999      | Vriendschappelijk           | Duitsland − Nederland      | 2 − 0   |
| 10 | Arnhem        | 16 maart 2000    | Vriendschappelijk           | Nederland − Duitsland      | 2 − 0   |
| 11 | Enschede      | 17 november 2001 | WK 2003 kwalificatie        | Nederland − Duitsland      | 0 − 3   |
| 12 | Aschaffenburg | 18 april 2002    | WK 2003 kwalificatie        | Duitsland − Nederland      | 6 − 0   |
| 13 | Berlijn       | 14 oktober 2004  | Vriendschappelijk           | Duitsland − Nederland      | 0 − 0   |
| 14 | Bochum        | 12 april 2007    | EK 2009 kwalificatie        | Duitsland − Nederland      | 5 − 1   |
| 15 | Volendam      | 1 november 2007  | EK 2009 kwalificatie        | Nederland − Duitsland      | 0 − 1   |
| 16 | Sinsheim      | 25 juli 2009     | Vriendschappelijk           | Duitsland − Nederland      | 6 − 0   |
| 17 | Aken          | 7 juni 2011      | Vriendschappelijk           | Duitsland − Nederland      | 5 − 0   |
| 18 | Växjö         | 11 juli 2013     | EK 2013                     | Duitsland − Nederland      | 0 − 0   |
| 19 | Aalen         | 25 oktober 2016  | Vriendschappelijk           | Duitsland − Nederland      | 4 − 2   |
| 20 | Venlo         | 24 februari 2021 | Vriendschappelijk           | Nederland − Duitsland      | 2 − 1   |
| 21 | Sittard       | 7 april 2023     | Vriendschappelijk           | Nederland − Duitsland      | 0 − 1   |
| 22 | Heerenveen    | 28 februari 2024 | UEFA Women's Nations League | Nederland − Duitsland      | 0 − 2   |
| 23 | Breda         | 21 februari 2025 | UEFA Women's Nations League | Nederland − Duitsland      | 2 − 2   |
| 24 | Bremen        | 30 mei 2025      | UEFA Women's Nations League | Duitsland − Nederland      | 4 − 0   |

## Samenvatting
| Competitie          | Totaal gespeeld | Winst Duitsland | Gelijk | Winst Nederland | Doelsaldo Duitsland – Nederland |
| ------------------- | --------------- | --------------- | ------ | --------------- | ------------------------------- |
| WK-kwalificatie     | 4               | 3               | 0      | 1               | 11 − 2                          |
| EK-eindronde        | 1               | 0               | 1      | 0               | 0 − 0                           |
| EK-kwalificatie     | 4               | 2               | 2      | 0               | 9 − 4                           |
| UEFA Nations League | 3               | 2               | 1      | 0               | 8 − 2                           |
| Vriendschappelijk   | 12              | 8               | 2      | 2               | 29 − 9                          |
| Totaal              | 24              | 15              | 6      | 3               | 57 − 17                         |